# Hydrogamasellus stipulae
Hydrogamasellus stipulae är en spindeldjursart som beskrevs av Wolfgang Karg 1998. Hydrogamasellus stipulae ingår i släktet Hydrogamasellus och familjen Ologamasidae. Inga underarter finns listade i Catalogue of Life.